# Voices of Lifestream
Voices of Lifestream es un álbum tributo no oficial publicado por OverClocked ReMix como un tributo a la partidura de Nobuo Uematsu para el popular videojuego, Final Fantasy VII. El álbum fue lanzado el 14 de septiembre de 2007, fecha que coincide con el décimo aniversario de Final Fantasy VII.

## Lista de canciones
Toda la música compuesta por Nobuo Uematsu. 
| Disco Uno – Crisis |                                                                |                                      |          |  |
| N.º                | Título                                                         | Arreglo                              | Duración |  |
| 1.                 | «Deliverance of the Heart» ("Heart of Anxiety")                | pixietricks, zircon                  | 4:26     |  |
| 2.                 | «Every Story Begins with a Name» ("Opening - Bombing Mission") | Big Giant Circles                    | 6:46     |  |
| 3.                 | «No Such Thing As the Promised Land» ("Mako Reactor")          | sephfire, SGX                        | 5:12     |  |
| 4.                 | «Materia Junkie» ("Under the Rotting Pizza" ~ "The Oppressed") | LuIzA                                | 4:17     |  |
| 5.                 | «Full Frontal Assault» ("Let the Battles Begin!")              | norg, SnappleMan                     | 5:06     |  |
| 6.                 | «Too Much Fighting» ("Fanfare")                                | Another Soundscape                   | 4:52     |  |
| 7.                 | «Damn Those Turks!» ("Turks' Theme")                           | Daniel Baranowsky                    | 3:11     |  |
| 8.                 | «Adrenalyne Kyck» ("Hurry!")                                   | Big Giant Circles, Liontamer, zircon | 4:10     |  |
| 9.                 | «Nomura Limit» ("Fight On!")                                   | zircon                               | 3:15     |  |
| 10.                | «Son of Chaos» ("Shinra Company")                              | Xaleph                               | 5:38     |  |
| 11.                | «Lunatic Moon» ("Red XIII's Theme" ~ "Cosmo Canyon")           | Sixto Sounds, zircon                 | 3:56     |  |
| 12.                | «motor crazycycle» ("Crazy Motorcycle")                        | tefnek                               | 4:55     |  |

| Disco Dos – Dirge |                                                                     |                                   |          |  |
| N.º               | Título                                                              | Arreglo                           | Duración |  |
| 1.                | «Short Skirts» ("Tifa's Theme")                                     | djpretzel, Vigilante              | 3:53     |  |
| 2.                | «Valse Aeris» ("Flowers Blooming in the Church" ~ "Aerith's Theme") | Jeremy Robson                     | 7:21     |  |
| 3.                | «Embraced Empathy» ("Dear to the Heart")                            | Hemophiliac                       | 3:03     |  |
| 4.                | «Serenity» ("Main Theme of FINAL FANTASY VII")                      | Mustin                            | 5:29     |  |
| 5.                | «A Life Without Parole» ("Desert Wasteland")                        | Dhsu                              | 4:52     |  |
| 6.                | «Scenes from a Memory» ("On That Day, Five Years Ago...")           | Sixto Sounds, Suzumebachi, zircon | 3:34     |  |
| 7.                | «Golden Fields» ("Farm Boy")                                        | Geoffrey Taucer, Tepid            | 3:39     |  |
| 8.                | «Crystal Sermon» ("The Prelude")                                    | Trenthian                         | 5:03     |  |
| 9.                | «Chasing the Storm» ("In Search of the Man in Black")               | Rellik                            | 2:39     |  |
| 10.               | «Sephiroth's Wake» ("Trail of Blood")                               | Tweek                             | 4:38     |  |
| 11.               | «JENOVA Celestial» ("J-E-N-O-V-A")                                  | bLiNd                             | 4:08     |  |
| 12.               | «Mark of the Beatsmith» ("Mark of a Traitor")                       | Hy Bound                          | 7:20     |  |

| Disco Tres – Advent |                                                          |                            |          |  |
| N.º                 | Título                                                   | Arreglo                    | Duración |  |
| 1.                  | «Suco de Melancia» ("Costa del Sol")                     | Red Tailed Fox             | 4:28     |  |
| 2.                  | «Stone Eyes» ("The Great Warrior")                       | Shnabubula                 | 4:09     |  |
| 3.                  | «Daydreaming Again» ("Words Drowned by Fireworks")       | Pot Hocket                 | 3:35     |  |
| 4.                  | «Alien Exploration» ("Gold Saucer" ~ "Cid's Theme")      | Trenthian                  | 3:52     |  |
| 5.                  | «Golden Feathers» ("Racing Chocobos - Place Your Bets!") | Another Soundscape         | 3:58     |  |
| 6.                  | «Midnight at Club Corel» ("Mining Town")                 | Red Tailed Fox, Shnabubula | 6:23     |  |
| 7.                  | «Ahead On Our Rave» ("On Our Way")                       | FFmusic Dj                 | 5:33     |  |
| 8.                  | «Kweh!» ("Electric de Chocobo")                          | Darangen                   | 2:22     |  |
| 9.                  | «The Crossroads» ("Cid's Theme")                         | Jovette Rivera             | 4:50     |  |
| 10.                 | «Fading Entity» ("Listen to the Cries of the Planet")    | bLiNd, Leifo               | 6:01     |  |
| 11.                 | «Frozen Landscape» ("Buried in Snow")                    | Tweek                      | 4:07     |  |

| Disco Cuatro – Order |                                                              |                                                                               |          |  |
| N.º                  | Título                                                       | Arreglo                                                                       | Duración |  |
| 1.                   | «Sleep, My Sephy» ("Judgment Day")                           | Pot Hocket                                                                    | 4:38     |  |
| 2.                   | «Collision» ("The North Cave")                               | Darangen                                                                      | 4:45     |  |
| 3.                   | «Airships Make Me Happy» ("The Highwind Takes to the Skies") | Star Salzman                                                                  | 5:03     |  |
| 4.                   | «Hydrophone Breakdown» ("Secret of the Deep Sea")            | JigginJonT                                                                    | 4:31     |  |
| 5.                   | «Omnislash» ("Hurry Up!")                                    | Fishy                                                                         | 4:10     |  |
| 6.                   | «Rare Square» ("Countdown")                                  | bustatunez, The Orichalcon                                                    | 4:04     |  |
| 7.                   | «Jenova Returns» ("J-E-N-O-V-A" ~ "Jenova Complete")         | Steffan Andrews                                                               | 4:57     |  |
| 8.                   | «Beginning of the End» ("Birth of a God")                    | bLiNd                                                                         | 4:18     |  |
| 9.                   | «Black Wing Metamorphosis» ("One-Winged Angel")              | bLiNd, Fishy, pixietricks, Sixto Sounds, Steffan Andrews, Suzumebachi, tefnek | 3:19     |  |
| 10.                  | «The Golden Ivories of Gaia» (Various Themes)                | Bladiator                                                                     | 5:58     |  |